# Григорополисская
Григорополи́сская — станица в Новоалександровском районе (городском округе) Ставропольского края России.
Родина ученического производственного движения. Первая ученическая производственная бригада была организована 15 марта 1954 года.

## Варианты названия
- Григориполисская,
- Григориполисский,
- Григорополисский[2].

## География
Станица расположена на правом берегу реки Кубань, при впадении в неё небольшого правого притока Камышеваха
Расстояние до краевого центра: 77 км. Расстояние до районного центра: 26 км.
Железнодорожная станция Григорополисская на ветке Кавказская (г. Кропоткин) — Ставрополь расположена в 19 км к северу от станицы, в посёлке Темижбекский.

## История
В 1784 году был построен Григориполисский редут (Григориполис)
в составе Азово-Моздокской укреплённой линии. Названия редуту было дано в честь Григория Потёмкина. Службу в редуте в тёплое время года несли солдаты и казаки.
Согласно высочайшему повелению от 28 февраля 1792 года на Кавказскую линию в 1794 году переселена тысяча семейств донских казаков, образовавших Кубанский казачий полк. Ими основаны шесть новых станиц при крепостях Усть-Лабинской, Кавказской, Прочноокопской; а также при Григориполисском укреплении, Темнолесском ретраншементе и Воровсколесском редуте. В отличие от других станиц, основатели Григориполисской прибыли из станиц на Хопре. В 1816 году в станице насчитывалось 170 домов, проживал 691 мужчина и 722 женщины. В 1860 году — 495 дворов: 4046 казаков и 74 иногородних, на службе находилось 2 офицера и 504 казака.
До революции станица входила в Лабинский отдел Кубанской области.
Центральная площадь Григорополисской носит имя полного кавалера ордена Славы Ивана Михайловича Калиничева.
В 1924—1929 годах была центром Григориполисского района.
До 1 мая 2017 года станица была административным центром упразднённого Григорополисского сельсовета.

## Население
| 1794  | 1816    | 1829  | 1845  | 1855  | 1861  | 1867  | 1871  | 1882  |
| ----- | ------- | ----- | ----- | ----- | ----- | ----- | ----- | ----- |
| 717   | ↗1413   | ↗1775 | ↗3709 | ↗3781 | ↗4024 | ↘3682 | ↗4209 | ↘3489 |
| 1896  | 1916    | 1939  | 1959  | 1979  | 1989  | 2002  | 2010  | 2014  |
| ↗5998 | ↗11 100 | ↘7212 | ↗7686 | ↗7854 | ↘7389 | ↗9146 | ↘8988 | ↗9000 |
| 2021  | 2023    |       |       |       |       |       |       |       |
| ↗9026 | ↗9048   |       |       |       |       |       |       |       |

Гендерный состав
По итогам переписи населения 2010 года проживали 4314 мужчин (48,00 %) и 4674 женщины (52,00 %).
Национальный состав
По итогам переписи населения 2010 года проживали следующие национальности (национальности менее 1 %, см. в сноске к строке "Другие"):
| Национальность | Численность | Процент |
| -------------- | ----------- | ------- |
| Русские        | 7918        | 88,10   |
| Армяне         | 761         | 8,47    |
| Другие         | 309         | 3,44    |
| Итого          | 8988        | 100,00  |

## Инфраструктура
- Централизованная клубная система[18]

## Образование
- Детский сад № 17 «Светлячок»[19]. Открыт 7 ноября 1970 года[20]
- Детский сад № 13 «Огонёк»[21]
- Детский сад № 16 «Ромашка»[22]
- Средняя общеобразовательная школа № 2[23]
- Средняя общеобразовательная школа № 18[24]
- Сельскохозяйственный техникум имени атамана М. И. Платова[25]
- Школа-интернат № 11 VIII вида[26]
- Детский дом № 24 «Аврора»[27]

## Экономика
Племколхоз «Россия». Образован 9 сентября 1921 года

## Средства массовой информации
С февраля 2005 года в станице издается «Григориполисская Правда». Учредитель и издатель — Григорополисский сельсовет. Газета выходит тиражом 999 экземпляров, публикует «местная станично-хуторская газета», как правило, распоряжения Григорополисского сельсовета, новости станицы, хутора Керамик и колхоза «Россия», частные объявления и рекламу. Редактор — Орлова Юлия Борисовна.

## Известные уроженцы
- Иноземцев, Иван Дмитриевич (1843—1913)[29] — управляющий Владикавказской железной дороги с 1879 по 1913 год, тайный советник, кавалер орденов Святого Станислава I, II, III степеней, Владимира III и IV степеней, Анны III степени, Льва и Солнца I, II, III степеней. В 1914 году прах И. Д. Иноземцева перенесен с Новодевичьего кладбища в Москве в часовню-усыпальницу на станции Каррас под Пятигорском, а населенный пункт был переименован в поселок Иноземцево.
- Филимонов, Александр Петрович (1866—1948) — российский военачальник, атаман Кубанского казачьего войска
- Морщинин, Константин Андреевич (1904—1973) — советский партийный и государственный деятель
- Калиничев, Иван Михайлович (1906—1954) — полный кавалер ордена Славы

## Памятники
- Братская могила 15 воинов, погибших в годы гражданской и Великой Отечественной войн. 1918—1920, 1942—1943, 1948 годы[30]
- Памятник первым комсомольцам станицы Н. Полякову и П. Мартыненко, погибшим в 1920 году от белоказаков. 1962 год[31]
- Памятник жертвам Холокоста в станице, где в октябре 1942 года немцами убиты около 150 человек, большинство из которых были еврейской национальности [32].

## Кладбища
В станице два общественных открытых кладбища — Северное, площадью 69 299 м², и Южное, площадью 44 973 м².